# Eryngiopus nelsonensis
Eryngiopus nelsonensis är en spindeldjursart som beskrevs av Charles Thorold Wood 1971. Eryngiopus nelsonensis ingår i släktet Eryngiopus och familjen Stigmaeidae. Inga underarter finns listade i Catalogue of Life.